# Interdisciplinair studeren
Interdisciplinair studeren is studeren buiten de reguliere Vakwetenschappen (disciplines). Dat kan betekenen dat een student een programma volgt dat is samengesteld uit verschillende disciplines. Belangrijk is het dat de verschillende perspectieven van de afzonderlijke disciplines of vakgebieden in beschouwing worden genomen en dat door kennis te integreren van verschillende disciplines of vakgebieden nieuwe inzichten worden gegenereerd.
In Nederland en Vlaanderen is er op verschillende plaatsen de mogelijkheid om een specifieke interdisciplinaire opleiding te volgen. Soms is het onderwijsprogramma van tevoren ingericht, soms kun je zelf een programma samenstellen. Hieronder volgt een lijst met opleidingen in Nederland en Vlaanderen waar interdisciplinaire studies worden aangeboden. Let op: dit is geen volledige lijst. Zorg er bij het kiezen van een studie voor, goed geïnformeerd te zijn.

## Universitair Interdisciplinair Bacheloronderwijs

### University CollegesenLiberal Arts & Sciencesopleidingen
- Amsterdam University College,  VU en UvA
- University College Tilburg, Tilburg University
- University College Roosevelt, Middelburg
- University College Venlo, Universiteit Maastricht
- University College Maastricht, Universiteit Maastricht
- University College Utrecht, Universiteit Utrecht (dubbele bachelor met Rechten of Natuurkunde mogelijk; pre-geneeskunde traject mogelijk)
- University College Groningen, Rijksuniversiteit Groningen
- University College Fryslân, Rijksuniversiteit Groningen
- Leiden University College, Universiteit Leiden in Den Haag (dubbele bachelor met Rechten mogelijk)
- Erasmus University College, Erasmus Universiteit Rotterdam
- Liberal Arts and Sciences, Universiteit Utrecht

### Alfa-/Geesteswetenschappen/Humanities
- Taal- en Cultuurstudies (UU)
- Humanistiek (UVH)
- Philosophy (KU Leuven)

### Bèta-/Natuurwetenschappen/Natural Sciences
- Science (RU)
- Humane Neurowetenschappen (RU)
- Maastricht Science Programme (MU)
- Psychobiologie (UvA)
- Medische Informatiekunde (UvA)
- Science, Technology & Innovation (UvA)
- Computational Social Science (UvA)

### Gamma-/Sociaalwetenschappen/Social Sciences
- Interdisciplinaire Sociale Wetenschap (UU; UvA)
- Cultuurwetenschappen (UM)
- International Studies (Universiteit Leiden)
- Sociale Wetenschappen (UHasselt, België)
- PPE (Philosophy, Politics and Economics) (VU; UU)

- Security Studies (ULeiden)
- PPLE (Politics, Psychology, Law and Economics) (UvA)

### Overstijgend
- Bèta-Gamma (UvA): Na een gezamelijk eerste jaar moeten studenten kiezen tussen verschillende Majors. Dit lijkt sterk op een aantal University College Liberal Arts & Sciences Bachelors.
- Technische Bedrijfskunde / Industrial Engineering and Management (RUG)
- Technische Bestuurskunde (TUDelft)
- Natuurwetenschap en Innovatiemanagement (UU)
- Science, Business and Innovation (VU)
- Zorg, gezondheid en samenleving (UU)
- Wijsbegeerte (KU Leuven)
- Informatica & Economie (ULeiden)

### Militair-Wetenschappelijke Opleidingen
De bacheloropleidingen van de Nederlandse Defensie Academie (NLDA) hebben ook een deels interdisciplinair karakter, al worden de meeste vakken in een militaire context gegeven. Naast dat studenten militaire basisopleidingen krijgen, worden zij ook wetenschappelijk opgeleid. Binnen de studie komen dusdanig verschillende onderwerpen aan bod dat de bachelors als interdisciplinair kunnen worden beschouwd. Dit geldt vooral voor de twee eerstgenoemden. "De opleiding Militaire Systemen en Technologie (MS&T) is een technische studie, vergelijkbaar met een studie aan een technische universiteit. MS&T onderscheidt zich door de focus op Defensie en de systemen die daar worden gebruikt." De NLDA biedt de volgende studies aan:
- Krijgswetenschappen
- Militaire Bedrijfswetenschappen
- Militaire Systemen en Technologie

### Overig
- Future Planet Studies (UvA): Na een gezamenlijk eerste jaar moeten studenten kiezen tussen het bèta- of het gammatraject. Dit lijkt sterk op een aantal University College Liberal Arts & Sciences Bachelors.

## Verkorte en Dubbele Bachelors
Naast bovengenoemde enkele bachelors zijn op een aantal universiteiten dubbelprogramma's en/of verkorte bachelors te vinden. Deze maken het makkelijker, door overlappende vakken of een verminderde studielast, om multidisciplinair te studeren.

### Dubbele Bachelors

#### Radboud Universiteit
- bachelor Wiskunde en bachelor Natuur- en Sterrenkunde (RU; UU; UvA; ULeiden; KU Leuven)
- bachelor Wiskunde en bachelor Informatica (RU; UU; UvA; ULeiden)
- bachelor Economie en bachelor Recht (RU; EUR)
- bachelor Management en bachelor Recht (RU)

#### Erasmus Universiteit Rotterdam
- bachelor Econometrics en bachelor Philosophy of Econometrics (EUR)
- bachelor Economics en bachelor Philosophy of Economics (EUR)
- Dual Degree in Arts and Sciences (EUR)
- bachelor Economie en bachelor Recht (EUR; RU)

#### Universiteit Utrecht
- bachelor Economics en bachelor Mathematics (UU)
- bachelor Informatica en bachelor Informatiekunde (UU)
- bachelor Informatica en bachelor Wiskunde (RU; UU; UvA; ULeiden)
- bachelor Natuur- en Sterrenkunde en bachelor Scheikunde (UU)
- bachelor Natuur- en Sterrenkunde en bachelor Wiskunde (RU; UU; UvA; ULeiden; KU Leuven)
- bachelor Liberal Arts & Sciences en bachelor Physics (UU)
- bachelor Liberal Arts & Sciences en bachelor Nederlands Recht (UU; ULeiden)

#### Universiteit van Amsterdam
- bachelor Natuurkunde en bachelor Wiskunde (RU; UU; UvA; ULeiden; KU Leuven)
- bachelor Informatica en bachelor Wiskunde (RU; UU; UvA; ULeiden)
- bachelor Bio-Medische Wetenschappen en bachelor Geneeskunde (UvA)

#### Universiteit Leiden
- bachelor Wiskunde en bachelor Natuurkunde (ULeiden)
- bachelor Wiskunde en bachelor Informatica (RU; UU; UvA; ULeiden)
- bachelor Wiskunde en bachelor Sterrenkunde (ULeiden)
- bachelor Natuurkunde en bachelor Sterrenkunde (ULeiden)
- propedeuse Informatica en propedeuse Sterrenkunde (ULeiden)
- propedeuse Informatica en propedeuse Natuurkunde (ULeiden)
- bachelor Liberal Arts & Sciences en bachelor Nederlands Recht (UU; ULeiden)

#### Katholieke Universiteit Leuven
- TWIN bachelor Wiskunde en Fysica of TWIN bachelor Fysica en Wiskunde (KU Leuven)

#### Universitaire PABO (meerdere universiteiten)
Hierbij verkrijgt de succesvolle student zowel een universitaire bachelor Pedagogische Wetenschappen als een HBO PABO-diploma (alhoewel dit niet zozeer verschillende disciplines betreft, maar meer een combinatie is van verschillende soorten kennis en vaardigheden):
- Academische Lerarenopleiding Primair Onderwijs (RU)
- Academische Lerarenopleiding Primair Onderwijs (UU)
- Universitaire PABO Amsterdam (UvA)
- Academische PABO (ULeiden)
- Academische Opleiding Leraar Basisonderwijs (RUG)

### Verkorte Bachelors
- bachelor Filosofie (RU)
- bachelor Islam, Politiek en Samenleving (RU)
- bachelor Religie, Politiek en Samenleving (RU) (Religiewetenschappen)
- bachelor Theologie (RU)
- bachelor Philosophy of a Specific Discipline (EUR; RUG)
- bachelor Fiosofie: Standaardtraject (ULeiden)
- bachelor Wijsbegeerte (KU Leuven)

## Masters in Nederland en Vlaanderen
- master Forensic Science (UvA)
- master Jeugdstudies (UU)
- master Interventies en beleid: Arbeid, zorg en welzijn (UU)
- master Logic (UvA)
- master Materiomics (UHasselt, België, Faculteit Wetenschappen)
- master Complex Systems and Policy (UvA)
- master Technology Governance (Advanced LLM) (UvA)
- master Civil Engineering & Management (UTwente)
- master Humanitarian Engineering (UTwente)
- master Industrial Engineering and Management (RUG)
- master Complex Systems Engineering and Management (TUDelft)
- master Engineering and Policy Analysis (TUDelft)
- master Management of Technology (TUDelft)
- master Systems and Control (TUDelft)
- master Medicine en master Biomedical Sciences (UvA)
- master Econometrics en master Mathematics (UvA)
- master Mathematics and Business Studies (UL)
- master Crisis and Security Management (UL)

### Biologische of Medische focus
- master Bioinformatics and Systems Biology (VU)
- researchmaster Brain and Cognitive Sciences (UvA)
- master Systeem- en procesinnovatie in de gezondheidszorg (UHasselt, België)
- master Medical Humanities
- master Systems Biology and Bioinformatics (MU)

### Filosofie en Cultuur
- master Multiculturalisme in vergelijkend perspectief (UU)
- master Filosofie van Cultuur en Bestuur (VU) (interdisciplinair door de 42 EC aan vakken van andere masters)
- master Philosophy of Law, Governance, and Politics (UL) (interdisciplinair door de 40 EC aan vakken van andere masters, te weten: Rechten, Bestuurskunde of Politicologie)
- master Philosophy, Politics, and Economics (RUG) (dubbele master met Political Philosophy mogelijk)
- master Philosophy of the Humanities and the Social Sciences (UvA)
- researchmaster Cultural Analysis (UvA)

### Sustainability masters
- master Science for Sustainability (RU)
- master Environment and Resource Management (VU)

### Masterspecialisaties
Voor deze masterspecialisaties geldt dat een van de twee jaren besteed wordt aan het reguliere masterprogramma van de gekozen studie (meestal natuurwetenschappelijk), en het andere jaar aan maatschappelijke aspecten. 
- masterspecialisatie Science in Society (RU)
- masterspecialisatie Science, Management and Innovation (RU)
- masterspecialisatie Science, Business & Policy (RUG)
- masterspecialisatie Science Communication and Society (ULeiden)